# 왕후닝
왕후닝(중국어 간체자: 王沪宁, 정체자: 王滬寧, 병음: Wáng Hùníng, 한자음: 왕호녕, 1955년 10월 6일 ~ )은 중화인민공화국의 정치인이다. 제18기에서 중국공산당 중앙정치국 위원, 중앙정책연구실 주임을 거쳐, 제19기에서 중국공산당 중앙정치국 상무위원, 중국공산당 중앙서기처 서기이다. 중국 공산당 19기에서 의전서열 다섯 번째이다. 제20기에서 중국공산당 중앙정치국 상무위원에 잔류하게 되었으며, 예상되는 직책은 중국인민정치협상회의 주석이다. 중국 공산당 20기에서 의전서열 네 번째이다.

## 생애

### 결혼 생활
1. 푸단대 동창 조우치와 80년대에 결혼 후 1995년 북경으로 발령 나며 자녀 없이 이혼했다.
2. 1998년에 11세 연하의 제자 샤오지아링과 재혼했지만 자녀 없이 이혼했다.
3. 2014년 5월에 중국 지도부 호위조직인 중앙경위국 출신의 30세 연하 (85년생 청도출생) 여성과 결혼했다. 그녀는 아이를 낳았고, 전업주부로 이름이 알려지지 않은 채 살고 있다.

### 기타
2018년 3월, 중화인민공화국을 찾은 김정은 위원장을 베이징역에서 직접 영접하며 90도로 인사했다.

## 저서
- 1995《政治的人生》(上海人民出版社) - 정치적 인생
- 1994《政治的逻辑》(上海人民出版社) - 정치의 로직
- 1993《狮城舌战》, 王沪宁 / 俞吾金 (复旦大学出版社 ) - 사성설전 (국제토론대회 후기 및 평가)
- 1991《美国反对美国》(上海人民出版社) - 미국 VS 미국
- 1991《当代中国村落家族文化》(上海人民出版社) - 당대중국 촌락가족 문화
- 1990《腐败与反腐败 : 当代国外腐败问题研究》, 王沪宁 / 竺乾 (上海人民出版社) - 부패와 반부패: 당대국외 부패문제 연구
- 1990《反腐败-中国的实验》(三环出版社) - 반부패 - 중국의 실험
- 1989《王沪宁集》(黑龙江教育出版社) - 왕후닝집
- 1989《行政生态分析》(复旦大学出版社) - 행정 생태 분석
- 1988《行政学导论》(三联书店上海分店) - 행정학 개론
- 1988《当代西方政治学分析》(四川人民出版社 ) - 당대서구 정치학 분석
- 1987《比较政治分析》 (上海人民出版社) - 비교정치 분석
- 1987《国家主权》 (人民出版社) - 국가주권

### 번역
- 1988《社会学主要思潮》, [法] 雷蒙·阿隆 (葛智强 / 王沪宁 / 胡秉诚, 上海译文出版社) - 『사회사상의 흐름』, 레이몽 아롱
- 1987《现代政治分析》, 罗伯特·达尔 (王沪宁 / 陈峰, 上海译文出版社) - 『현대정치의 분석』, 로버트 달

## 같이 보기
- 공청단
- 류윈산
- 장쩌민